# 叮叮老香港辦館
22°26′51″N 114°9′52″E / 22.44750°N 114.16444°E
香港電車文化館（英語：Hong Kong Trams Station），是首間以香港電車為主題的展覽館，其以私人方式營運。該展覽館曾位於山頂廣場2樓5-7號店（香港爐峰峽山頂道118號）館內藏有香港風格的傳統招牌，介紹香港電車的歷史及售賣有關的紀念品。

## 展覽館歷程
2013年10月，因慶祝香港電車有限公司成立110周年紀念，李俊龍及其他電車迷聯合創辦此館，在山頂廣場開業，並由李俊龍擔任館長一職。
2017年1月，位於山頂廣場進行翻新工程，舖位需要於同年2月收回，在同年4月重開。
2018年5月，山頂廣場發展商恒隆地產通知文化館提早解約，且翻新後的租金將會是的現時的3倍；因此被迫結業。
2018年9月，在小西灣廣場翻新後重新迎業。
2021年8月23日﹐中環街市分店開業。

## 館內藏品
為見證香港的歷史、重現舊日香港足跡，館內藏有超過300件自1904年香港電車正式啟用時期至今的過百年電車收藏品，有電車相片、明信片、車票、畫作、模型、郵品等。
館內亦有香港日佔時期發行的電車票；1950年代官方電車路線圖及班次表；1970年代電車車長及稽查員的制服、帽及肩章、車票打孔機、最早期的電車票及車票制度下的最後一款電車票。此外，還有一座仿照1950年代電車車廂的場景，配上藤木坐椅供訪客拍照留念。

## 外部連結
- 香港電車文化館（页面存档备份，存于）
- 叮叮老香港辦館的Facebook專頁
- 香港電車迷會（页面存档备份，存于）
- 叮叮香港電車紀念品（页面存档备份，存于）